# Jack Lord
Jack Lord, egentligen John Joseph Patrick Ryan, född 30 december 1920 i Brooklyn i New York, död 21 januari 1998 i Honolulu, Hawaii, var en amerikansk skådespelare och regissör. Han är mest känd i rollen som kriminalpolisen Steve McGarrett i TV-serien Hawaii Five-O, en serie som han hade stort inflytande över och som han regisserade flera avsnitt av.

## Historia
Lord föddes i Brooklyn och gavs namnet John Joseph Patrick Ryan. Han var son till en chef för ett ångfartygsföretag. 
Lord inledde sin karriär som handelsmarinofficer samtidigt som han målade. Efter att Lord återvände till New York erhöll han ett fotbollsstipendium till New York University, där han studerade konst. Han började därefter arbeta på ett showroom där gan sålde Cadillacs. Parallellt med arbetet studerade han skådespeleri med Sanford Meisner på Neighborhood Playhouse. 
Under Hawaii Five-O:s första säsonger flyttade Lord till Hawaii. Sedan 1980-talet sysselsatte han sig med välgörenhetsarbete. Lord drabbades av Alzheimers sjukdom under sina sista år,[källa behövs] och dog av hjärtsvikt i sitt hem i Honolulu, Hawaii den 21 januari 1998.

## Karriär
Lords genombrott kom i en roll i Ralph Bellamys tv-serie Man Against Crime. Därefter fortsatte han i början av 1950-talet att spela i fler direktsända tv-dramer. Lord spelade i fyra Broadway-pjäser, däribland rollen som Brick i Elia Kazans produktion av Katt på hett plåttak. Senare spelade han i filmer som exempelvis Agent 007 med rätt att döda. Han blev också hyllad för sin roll i serien Stoney Burke.

## Filmografi (urval)
- 1957 – Krutrök (TV-serie) (1 avsnitt)
- 1958 – Guds lilla land
- 1960 – Bröderna Cartwright (TV-serie) (1 avsnitt)
- 1961 – Prärie (TV-serie) (1 avsnitt)
- 1962 – Agent 007 med rätt att döda
- 1967 – Brottsplats: San Francisco (TV-serie) (1 avsnitt)
- 1967 – Jagad (TV-serie) (1 avsnitt)
- 1967 – Mannen från UNCLE (TV-serie) (1 avsnitt)
- 1968–1980 – Hawaii Five-O (TV-serie) (281 avsnitt)
- 1968 – High Chaparral (TV-serie) (1 avsnitt)